# Bolívar (Sucre)
Bolívar è un comune del Venezuela situato nello Stato di Sucre.
Il capoluogo del comune è la città di Marigüitar.